# نويمي لينوار
نيمي لينوار  (بالفرنسية: Noémie Lenoir)‏ (ولدت في 19 سبتمبر 1979 في ليزوليس) عارضة أزياء وممثلة فرنسية.

## روابط خارجية
- نويمي لينوار على موقع IMDb (الإنجليزية)
- نويمي لينوار على موقع ألو سيني (الفرنسية)
- نويمي لينوار على موقع أول موفي (الإنجليزية)
- نويمي لينوار على موقع قاعدة بيانات الأفلام السويدية (السويدية)
- نويمي لينوار على موقع إن إن دي بي (الإنجليزية)
- نويمي لينوار على موقع ديسكوغز (الإنجليزية)
- نويمي لينوار على موقع قاعدة بيانات الفيلم (الإنجليزية)
- نويمي لينوار على موقع كينوبويسك (الروسية)
- نويمي لينوار على موقع دليل عارضات الأزياء (الإنجليزية)